# Гуммель, Маргитта
Маргитта Гуммель (нем. Margitta Gummel, урождённая Хельмбольд, нем. Helmbold; 29 июня 1941, Магдебург, Марка Бранденбург — 26 января 2021, Витмаршен, Нижняя Саксония) — немецкая толкательница ядра от ГДР, чемпионка летних Олимпийских игр 1968 года.

## Биография
Маргитта Хельмбольд родилась в 1941 году в Магдебурге. С 1955 года она занималась толканием ядра. С 1959 года она выступала за клуб SC DHfK Leipzig, занималась у тренера Карл-Хайнца Бауэрсфельда. Впоследствии было установлено, что Гуммель получала от тренера допинг и анаболические стероиды.
Гуммель принимала участие в летних Олимпийских играх 1964 года в Токио, заняла пятое место с результатом 16,91 м. На чемпионате Европы по лёгкой атлетике 1966 года в Будапеште Гуммель завоевала серебряную медаль с результатом 17,05 м, уступив Надежде Чижовой. Впоследствии Чижова и Гуммель оставались соперницами в течение многих лет. На Европейских легкоатлетических играх в помещении того же года Гуммель одержала победу, опередив Чижову и Тамару Пресс.
На летних Олимпийских играх 1968 года в Мехико Гуммель победила в толкании ядра, при этом установив два новых мировых рекорда 19,07 м и 19,61 м. Она стала первой женщиной, преодолевшей 19-метровую отметку. В том же году она заняла второе место на Европейских легкоатлетических играх в помещении, вновь уступив Чижовой.
На чемпионате Европы по лёгкой атлетике 1969 года в Афинах, чемпионате Европы по лёгкой атлетике в помещении 1971 года в Софии и летних Олимпийских играх 1972 года в Мюнхене Гуммель занимала вторые места после Чижовой. В 1969 году Гуммель установила новый мировой рекорд 20,10 м, впоследствии побитый Чижовой.
В 1968 году Гуммель была удостоена титула Спортсменки года ГДР. В 1968 году она была награждена орденом «За заслуги перед Отечеством» в серебре, а в 1972 году — в золоте. 
После Олимпийских игр 1972 года Гуммель завершила спортивную карьеру. В 1977 году получила докторскую степень. С 1977 по 1990 года она была членом Национального олимпийского комитета ГДР. Работала в спортивном научно-исследовательском институте в Лейпциге, затем была спортивным функционером. После объединения Германии Гуммель работала в Государственной спортивной ассоциации Бранденбурга.
Гуммель скончалась в 2021 году на 80-м году жизни после продолжительной болезни.